# Непрофессионалы (фильм)
«Непрофессионалы» — советский художественный фильм 1985 года, снятый режиссёром Сергеем Бодровым на киностудии «Казахфильм». Фильм является первой самостоятельной работой режиссёра.
Премьера фильма состоялась 9 ноября 1987 года. В СССР фильм посмотрело 1,5 млн зрителей.

## Сюжет
Бригада самостоятельных артистов колесила по степям Казахстана на старом автобусе и давала концерты для рабочих и пожилых людей. Артисты устали от однообразия своих выступлений и невнимания публики. В ходе одного из концертов для пожилых людей они сталкиваются с Женей, хозяйкой коровы, которую они случайно затянули в автобус. Попытавшись избавиться от туши коровы, они задумываются о своих действиях, когда Женя становится свидетельницей.
На концерте для пожилых они исполняют свои песни, а зрители неожиданно начинают подпевать. Это выступление становится заключительным для коллектива, который вскоре распадается, а один из участников, Сакура, потом погибает в Афганистане.

## В ролях
- Валентина Талызина — Женя
- Амангелиус Есальбаев — Сакура
- Анис Садиков — Адик
- Игорь Золотовицкий — Булочка
- Фёдор Аранышев — Федя, водитель
- Михаил Семаков — директор дома пристарелых
- Гульшад Омарова —медсестра
- Луиза Мосендз — Марина
- Галина Калашникова — Жанна
- Мария Новикова — староста
- Елена Тренина — Елена Тренина
- Бибиза Куланбаева — Мустафина
- Гелена Великанова — новенькая
- Андрей Ярославцев — повар
- Рахметбай Телеубаев[каз.] — бригадир
- Г. Шепкенова — участник ансамбля
- К. Ли — эпизод
- А. Румянцев — эпизод
- А. Иванов — эпизод
- Гульнизат Омарова — продавщица
- К. Курумбаев — эпизод
- Болат Калымбетов — дворник
- Татьяна Банченко — невестка
- Ментай Утепбергенов — прораб
- М. Дубовик — эпизод
- Е. Громова — эпизод
- М. Кобзева — эпизод
- Абдрашид Абдрахманов — эпизод

## Съёмочная группа
- Режиссёр — Сергей Бодров
- Сценаристы — Сергей Бодров, Александр Буравский
- Оператор — Фёдор Аранышев
- Композиторы — Тулеген Мухамеджанов, Булат Окуджава
- Художник — Владимир Трапезников

## Критика
Кинокритик Лидия Польская в газете «Советская культура» писала: «В фильме Сергея Бодрова не всё доведено до точки, не всё договорено, в нём нет того, что мы могли бы назвать полной определённостью позиции и режиссёрской твёрдостью. Но то, что обычно ставится в упрёк создателям, мне хотелось, если не воспеть, то во всяком случае признать — признать как право режиссёра на эскиз, который может искать самостоятельное художественное значение как произведения искусства».
Кинокритик Ростислав Юренев проанализировал фильм в журнале «Советский экран». По его мнению, коричневатый оттенок фильма «тонко соответствует колориту места действия: выжженным летним солнцем казахским степям, деревянным стенам обветшавших строений» и «неназойливо передаёт настроение фильма». В завершении своей статьи им было отмечено следующее: «Вина в том, что недостаточно внимательны мы к молодёжи, не помогаем ей обрести себя, испытать себя в обстоятельствах не всегда безоблачной жизни. И в том, что, удовлетворяясь добром и милосердием, установленными законом, мы не замечаем трагизма одинокой старости. И в том, что в отношениях между собой мы не всегда бываем искренни, самоотверженны и сердечны».
Киновед Михаил Брашинский в своей биографической статье о Сергее Бодрове в семитомном издании «Новейшая история отечественного кино: 1986—2000» писал: «По „Непрофессионалам“, его первой самостоятельной и до сих пор лучшей работе, и „СЭРу“, придавшему его имени международное звучание, уже было видно, что ни стопроцентно авторское, ни любой-ценой-развлекательное кино Сергея Бодрова не интересует. Его территория — в поле притяжения и отталкивания двух полюсов».

## Фестивали и награды[9]
- 1986 — Кинофестиваль молодёжных фильмов «Амирани» (Тбилиси) — Приз ЦК ЛКСМ Грузии
- 1987 — XX Всесоюзный кинофестиваль (Тбилиси) — Специальный приз
- 1987 — Международный кинофестиваль в Турине[англ.] (Италия) — Серебряный приз